# 어깨 (바둑)
어깨는 상대방 돌의 위쪽으로 입구자 대각선 방향에 위치한 자리를 뜻한다. 상대방 돌에 모자를 씌운 형태에서 대각선 방향(입구자) 좌우 아래에 있다. 상대방 돌의 위쪽 경사진 자리(어깨)에 착수하는 것을 어깨짚기라고 한다.